# 斑擬單角魨
斑擬單角魨，為輻鰭魚綱魨形目鱗魨亞目單棘魨科的其中一種，印度西太平洋區，包括南中國海、泰國、馬來半島、日本南部等海域，棲息深度1-10公尺，體長可達18公分，棲息在礁石區，生活習性不明，可作為觀賞魚。